# Tia Orlando
Tia Marie Orlando (Queen Creek, 2 de fevereiro de 1988) é uma ginasta norte-americana que compete em provas de ginástica artística.
Filha de Joe e Tina, possui entre os principais êxitos duas medalhas de ouro pan-americanas, conquistadas nos Jogos de Santo Domingo em 2003. Ao lado deas compatriotas Nastia Liukin, Chellsie Memmel, Allyse Ishino, Courtney McCool e Marcia Newby, saiu-se vitoriosa da prova coletiva, após superar as canadenses e as brasileiras. Individualmente, conquistou ainda uma nova vitória, no solo, ao superar a competriota Liukin e a mexicana Brenda Magaña. Anterior a este período, representou os Estados Unidos nos Jogos da Boa Vontade de 2001. Em 2004, participou do Pré-Olímpico, mas não alcançou a vaga para disputar as Olimpíadas de Atenas. Dois anos mais tarde, sofreu uma lesão no pé, que não a afastou por muito tempo das competições e poucos depois, já conquistou medalha nacionalmente. No ano seguinte, afastou-se dos campeonatos devido a um rompimento nos ligamentos. De volta, sofreu nova lesão, agora no tendão de Aquiles, que a fez afastar-se mais uma vez dos ginásios.